# Тур Самоа
Тур Самоа (англ. Tour of Samoa) — шоссейная многодневная велогонка, проходящая по территории Самоа с 2014 года.

## История

Карта Самоа с дорогами по которым проходит маршрут гонки

Впервые гонка была проведена в 2014 году.
В 2018 году вошла в созданный календарь Pacific Open Road and Mountain Bike Calendar который направлен на развитие велоспорта в Тихом океане.
Продолжительность гонки составляет 4 дня в некоторых из которых проводятся по два полуэтапа в день. Один из этапов представляет собой индивидуальную гонку.
Маршрут проходит по территории двух островов Уполу и Савайи через такие населённые пункты как Апиа, Афега, Лаломану, Маниноа, Мулифануа, Салаилуо, Салелолога, Фалефа и включает подъёмы протяжённостью 5-8 км со средними градиентами 3,5-5,5%.
Через день после окончания гонки в столице страны Апиа проводится гонка Victory Ride которую нужно обязательно проехать для завершения Тура.
В 2018 призёрами гонки стали отец и сын.

## Призёры
| Год  | Победитель          | Второй              | Третий        |
| ---- | ------------------- | ------------------- | ------------- |
| 2014 | Кристиан Венглер    |                     |               |
| 2015 | Кристиан Венглер    | Стив Герни          | Даррен Янг    |
| 2016 | Тим Робертсон       | Эндрю Прайс         | Майк МакКэй   |
| 2017 | Брендон Мэдден Смит | Майк Сандерс        | Уолли Коллинз |
| 2018 | Брендон Мэдден Смит | Михаэль Мэдден Смит | Крис Эверс    |
| 2019 | Кристиан Венглер    | Мэтт Блейни         | Майк МакКэй   |